# لون المال
لون المال (بالإنجليزية: The Color of Money)‏ هو فيلم دراما تم إنتاجه في الولايات المتحدة وصدر في سنة 1986. الفيلم من إخراج مارتن سكورسيزي.

## طاقم التمثيل
- بول نيومان
- توم كروز

### ترشيحات وجوائز
| السنة | الحدث | الفئة            | النتيجة |
| ----- | ----- | ---------------- | ------- |
|       |       | أوسكار أفضل ممثل | فوز     |

## الميزانية والإيرادات
بلغت تكلفة إنتاج الفيلم حوالي 13.8 مليون دولار بينما حقق أرباحا تقدر بـ 52,293,982 دولار.

## وصلات خارجية
- لون المال على موقع IMDb (الإنجليزية)
- لون المال على موقع ميتاكريتيك (الإنجليزية)
- لون المال على موقع الموسوعة البريطانية (الإنجليزية)
- لون المال على موقع روتن توميتوز (الإنجليزية)
- لون المال على موقع نتفليكس (الإنجليزية)
- لون المال على موقع قاعدة بيانات الأفلام العربية
- لون المال على موقع ألو سيني (الفرنسية)
- لون المال على موقع Turner Classic Movies (الإنجليزية)
- لون المال على موقع أول موفي (الإنجليزية)
- لون المال على موقع بوكس أوفيس موجو (الإنجليزية)

1. ↑  "معلومات عن لون المال على موقع cinema.encyclopedie.films.bifi.fr". cinema.encyclopedie.films.bifi.fr. مؤرشف من الأصل في 2013-05-13.
2. ↑  "معلومات عن لون المال على موقع metacritic.com". metacritic.com. مؤرشف من الأصل في 2018-06-18.
3. ↑  "معلومات عن لون المال على موقع rottentomatoes.com". rottentomatoes.com. مؤرشف من الأصل في 2019-04-23.